# Ommatius aliena
Ommatius aliena är en tvåvingeart som först beskrevs av Osten Sacken 1882.  Ommatius aliena ingår i släktet Ommatius och familjen rovflugor. Inga underarter finns listade i Catalogue of Life.